# Sesamia vuterioides
Sesamia vuterioides là một loài bướm đêm trong họ Noctuidae.